# クーティアラ州
クーティアラ州（クーティアラしゅう、フランス語: Région de Koutiala）は、マリ共和国南東部の州。州都はクーティアラ。北西をセグー州と、北東をサン州と、東をブルキナファソと、南をシカソ州と、西をディオイラ州と接する。
面積は14,600平方キロメートル、人口は約117万人（2022年国勢調査）。シカソ州を分割して作られた。
2012年3月2日に採択された地方行政区画法（N°2012-017）で創設が決定した新州のひとつで、マリ北部紛争勃発や政局の混乱により創設は延期された。2020年の軍事クーデター後の12月2日、軍事政権によってアブドゥライエ・シセ旅団将軍が州知事に任命され、暫定的に発足した。2023年2月22日、正式にクーティアラ州が創設された。

## 圏
2023年2月時点で8圏に区分される。2023年2月の正式発足以前は圏や郡が存在しなかった。
- クーティアラ圏（Koutiala）
- ヨロッソ圏（Yorosso）
- ンペッソバ圏（M'Pessoba）
- モロバラ圏（Molobala）
- クーリー圏（Koury）
- コンセゲラ圏（Konséguéla）
- クーニアナ圏（Kouniana）
- ザンガッソ圏（Zangasso）

圏の下は22郡、46コミューン、396村・フラクスィオン・カルティエの順に細分化されている。